# Palata Albanija

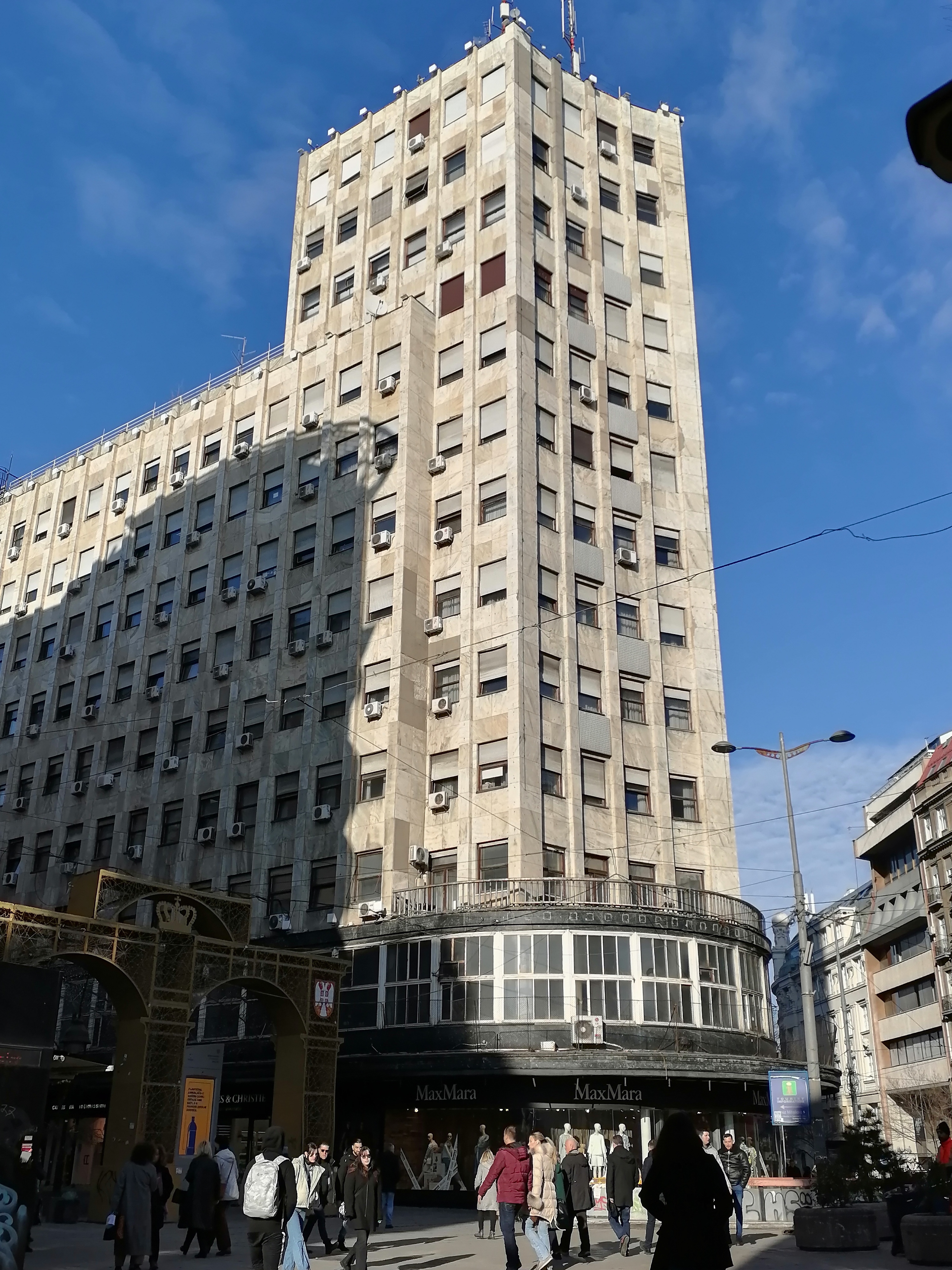
Palata Albanija

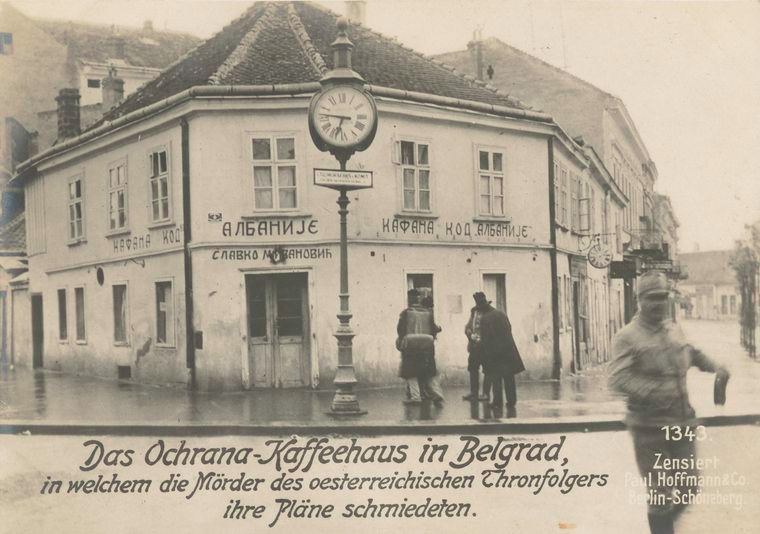
Das Vorgängergebäude an gleicher Stelle Kod Albanije, 1914

Die Palata Albania (serbisch Палата Албанија Palata Albanija) ist ein Hochhaus auf dem Terazije in Belgrad, Serbien. Das Gebäude war das erste Gebäude im Stil des Bauhauses und war lange Zeit das höchste Belgrads sowie des ehemaligen Jugoslawien. Die Palata Albanija ist 53 m hoch und hat 13 Stockwerke. Zur Zeit der Fertigstellung 1940 war es das höchste Hochhaus Südosteuropas. Das Gebäude steht in der Denkmalliste der Stadt Belgrad.

## Lage
Das Hochhaus liegt am nordwestlichen Ende des Terazije, am Beginn der Knez Mihailova ulica. Von hier führt die Kralja Milana zur Slavija.

## Architektur
Das Gebäude wurde zwischen 1938 und 1940 von Miladin Prljević und Đorđe Lazarević nach Plänen von Branko Bon and Milan Grakalić erbaut, ursprünglich für eine Bank. Der Name geht auf das Vorgängergebäude zurück, ein Caféhaus namens Albanija.

## Geschichte
Das Vorgängergebäude stammte aus dem 19. Jahrhundert. Das Kaffeehaus Kod Albanije (1914), später Restaurant Albanija (1938), mit der markanten öffentlichen Uhr auf dem Vorplatz war ein beliebter Treffpunkt der Belgrader.
Die Palata Albanija war lange Zeit Belgrads politisches Schaufenster, auf dem neben politischen Parolen das Porträt Titos sowie der fünfzackige Sowjetstern angebracht waren. Das Großporträt Titos verschwand, wie der Sowjetstern, noch Anfang der 1950er Jahre.
Am 20. Oktober 1944 wurde die rote Fahne auf dem Gebäude gehisst und die Befreiung Belgrads von den Nazis verkündet.